# Ахмедов, Курбанали Бакбуллаевич
Курбанали́ Бакбулла́евич Ахме́дов (узб. Qurbonali Boqibulla o'g'li Ahmedov, каз. Құрбанәлі Бақиболлаұлы Ахметов; род. 4 апреля 1955 года в Уртачирчикском районе) — суфийский шейх (пир), видный деятель Накшбандийского тариката (муджаддидия-хусайния) в Средней Азии.

## Биография
Курбанали Ахмедов родился 4 апреля 1955 года. Является этническим узбеком из Уртачирчикского района Ташкентской области. Гражданин Республики Узбекистан.
Обучался в медресе Мири Араб в Бухаре. После распада СССР начал распространять свой тарикат в южном и северо-западном Казахстане (Шымкент, Тараз, Актобе), а также в регионах России с татарским населением (Орск). Был заместителем имама мечети «Убай ибн Кааб» (с 1992 года) в Паркентском районе Ташкентской области. С 1994 года проживал в Казахстане и России. В 1996 году Курбанали начал появляться на телевидении Казахстана (при полном игнорировании со стороны узбекских медиа) и проповедовать суфизм.
В 1998 году КНБ Казахстана раскрыл деятельность радикально-исламской общины в Кызылорде, руководителем которого оказался Курбанали Ахмедов. Центром общины было село Ширкейли в Кызылординской области, куда приезжали вести проповеди многие пиры из соседнего Узбекистана. Всего в накшбандийской общине «тарикатшылар» состояло около сотни жителей южных регионов Казахстана. Никаких особых мер против последователей Курбанали предпринято не было, за исключением официального предупреждения от властей, а сам Курбанали был выдворен в Узбекистан.
В 1999 году Курбанали Ахмедов был задержан уже на территории Узбекистана, в кишлаке Каракалпак в Ташкентской области. При обыске в его доме нашли листовки запрещённой в Узбекистане партии «Хизб ут-Тахрир аль-Ислами». Сначала Курбанали осудили на 15 суток административного ареста, затем, в 2000 году, он был приговорён к 9 годам лишения свободы (статья 159 часть 3 пункт «б» и статья 244-1 часть 3 пункт «а» УК РУ). После рассмотрения кассационной жалобы срок заключения был сокращён до 3 лет, а в 2001 году Курбанали Ахмедов был амнистирован и вышел на свободу.
В декабре 2014 года в узбекской газете «Даракчи» появилась критическая статья об Ахмедове, чьи «халифы» начали появляться в Ташкенте. Накшбандийский пир был обвинён в неверии и язычестве (ширк) из-за того, что в книге «Рухнама» он назвал себя «полюсом» («кутб») и «властелином миров». В статье с досадой констатируется тот факт, что в Узбекситане есть группа людей, считающих Ахмедова «пиром» и слепо следующих за ним.
По данным на 2009 год деятельность Курбанали Ахмедова наиболее активна в казахстанском городе Тараз, где им была основана организация «Ислам шапагаты» (полное название «Просветительное общество Ислам шапағаты (Шафағатул Ислам)»). Религиозное объединение занимается изданием газеты «Хақ жолы» (рус. Путь истины) на казахском и русском языках.

## Религиозная деятельность и идеология
Курбанали Ахмедов является последователем накшбандийского шейха Ибрахимджана Маматкулова (Хазрат Ибрахим, узб. Ibrohimjon Mamatqulov, 1937—2009) из Коканда. Принадлежит к течению муджаддидия-хусайния, шейхи которого ведут свою духовную цепь преемственности от индийского богослова Ахмада Сирхинди (имам Раббани, 1564—1624), автора известного труда «Мактубат», и накшбандийского шейха Мухаммада Хусайна из Бухары (ум. в 1833 или 1834). Муджаддидия-хусайния является одной из редких накшбандийских линий, выживших при советской власти. После распада СССР представители этого течения стали самыми многочисленными из числа накшбандитов в Узбекистане — к концу 1990-х годов у Ибрахимджана Маматкулова насчитывалось около тысячи мюридов (ученики), а количество простых почитателей (мухлис) было гораздо больше. Кроме того, Курбанали для завоевания авторитета воспринял и ясавийское учение.
При жизни шейха Ибрахимджана Курбанали Ахмедов был вторым по значимости человеком в тарикате, но после его смерти 2009 году произошёл раскол среди лидеров казахстанских накшбандитов в лице Курбанали и Наср ад-дин-ишана. Оба стали претендовать на титул ишана. Сейчас Курбанали является «халифом» Южно-Казахстанской и Жамбылской областей Казахстана.

## Семья
По данным организации «Мемориал», женат и имеет 5 детей. Помимо официальной жены (в Казахстане не разрешено многожёнство), имеет ещё три жены.